# 육군 2020
영국 육군에서 발표한 육군 2020 계획(영어: Army 2020 Refine)은 영국 육군의 전반적인 편제, 특히 전투 편제를 재조직하는 것에 대한 계획안이다.

## 배경
영국 정부는 2008년 초 영국 육군의 미래 구조에 대한 제안을 제시했다. 언론을 통해 영국 정부는 육군을 3개의 파견 가능한 사단 본부와 8개의 "비슷한 성격"의 여단들로 재편하는 것을 고려 중이라고 밝혔다. 이 보고는 제16항공공격여단이 신속대응부대로 유지될 것임을 시사하기도 했다.이후 영국 참모총장인 리처드 다나트는 군사 작전의 간격을 2년에서 2년 반으로 확장하는 것으로 육군이 재조직되는 것을 희망한다고 밝혔다.
2010년 전략적 방어 및 안보 보고서가 발간되었다. 계획의 일부로써, 영국 육군은 23개의 정규 부대로 감축된다. 또한 2020년이 되면 117,000명의 병사들을 보유하게 되는데 이 중 82,000명은 정규군으로, 30,000명은 예비군으로 구성된다. 2015년 새로 발간된 전략적 방어 및 안보 보고서에서는 30,000명의 예비군을 35,000명으로 늘렸다.
2012년 6월 7일 영국 국방부 장관은 영국 육군의 미래에 관한 몇몇 중요한 결정들을 내렸다. 2015년 보고서 이후 마련된 계획의 개선안은 "육군 2020 개선안"으로 알려지게 되었다. 2016년 12월 진술서를 통해 더 많은 변경사항들이 공표되었고, 2017년 3월 정보의 "프리덤 오브 인포메이션"을 통해 세부사항이 밝혀졌다.

## 초기 계획
2011년 7월 19일 "방어 기초 평가:주요 결정"이라는 브리핑 보고서에서 원래 예상하고 있었던 육군의 미래 구조가 공개되었다. 이 구조는 5개의 동일한 다목적 여단을 가지고 있었고, 각각의 여단은 6,500명의 병력을 보유하고 있었다. 그러나 2012년 6월, 육군 2020이라는 완전히 다른 구조가 발표되었다.
제2사단, 제4사단, 제5사단의 사단본부는 2012년 해체되었고, 지원사령부로 통합되었다.
2011년 예상한 5개의 다목적 여단은 아래와 같았다.
- 챌린저 2 전차를 보유한 기갑연대 1개
- 1개의 기갑정찰연대
- 워리어 기갑전투차량을 보유한 1개의 기갑보병대대
- FV432 불독 전투차량을 보유한 1개의 기계화보병대대
- 2개의 경보병대대

전투지원 및 수송단은 사단급 수준으로 유지될 예정이었다. 제19경여단은 해산될 예정이었다.

## 육군 2020 구조 원안

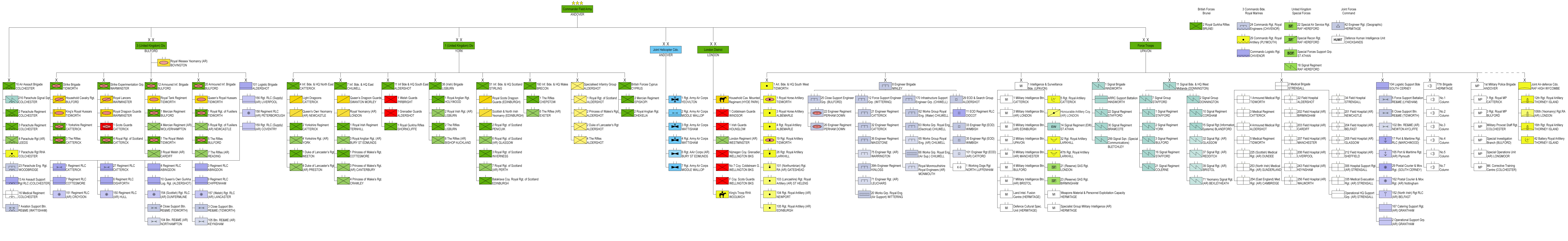
육군 2020 개정 이후의 영국 군대 구조 (클릭하여 확대)